# Михалковичі (Логойський район)
Михалковичі (біл. вёска Міхалкаўічы) — село в складі Логойського району Мінської області, Білорусь. Село підпорядковане Гайнинській сільській раді і розташоване в північній частині області.

## Видатні уродженці
- Урбанович Денис Йосипович — громадський діяч.